# Siniło
Siniło al. Sieniło (biał. Сіняло, ros. Синело) – wieś na Białorusi, w obwodzie mińskim, w rejonie mińskim, w sielsowiecie Łochowska Słoboda.

## Historia

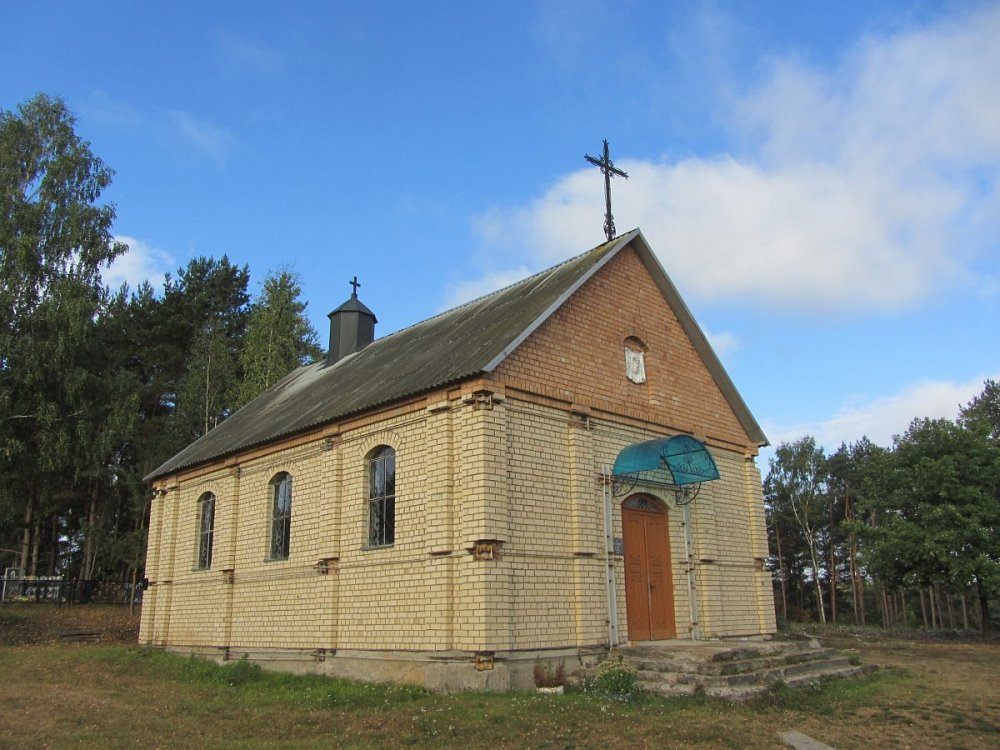
Kościół Matki Bożej Gwiazdy Ewangelizacji

W czasach Rzeczypospolitej ziemie te leżały w województwie mińskim. Odpadły od Polski w wyniku II rozbioru. W granicach Rosji wieś należała do ujezdu ihumeńskiego w guberni mińskiej. Ponownie pod polską administracją w latach 1919–1920 w okręgu mińskim Zarządu Cywilnego Ziem Wschodnich. Dawniej wieś była zamieszkana wyłącznie przez katolików, którzy należeli do parafii św. Stanisława Męczennika w Karoliszczewiczach.

## Parafia rzymskokatolicka
Znajduje się tu rzymskokatolicka parafia Matki Bożej Gwiazdy Ewangelizacji w Sinile powstała w 1990 r. W 1993 r. zbudowano kościół parafialny.